# Diócesis de Sacramento
La diócesis de Sacramento (en latín: Dioecesis Sacramentensis y en inglés: Roman Catholic Diocese of Sacramento) es una circunscripción eclesiástica de la Iglesia católica en Estados Unidos. Se trata de una diócesis latina, sufragánea de la arquidiócesis de San Francisco. Desde el 29 de noviembre de 2008 su obispo es Jaime Soto.

## Territorio y organización
La diócesis tiene 110 326 km² y extiende su jurisdicción sobre los fieles católicos de rito latino residentes en el estado de California en los 20 condados de: Siskiyou, Modoc, Trinity, Shasta, Lassen, Tehama, Plumas, Glenn, Butte, Sierra, Nevada, Colusa, Sutter, Yuba, Placer, El Dorado, Amador, Sacramento, Yolo y Solano.
La sede de la diócesis se encuentra en la ciudad de Sacramento, en donde se halla la Catedral del Santísimo Sacramento, que cuando se inauguró en 1889 era la iglesia más grande de cualquier denominación al oeste del río Misisipi.
En 2022 en la diócesis existían 102 parroquias.

## Historia

### Antecedentes
La primera misa en el norte de California se celebró en una casa particular de Sacramento el 10 de agosto de 1850 por el misionero dominico Peter Augustine Anderson de la diócesis de Monterrey. La misión pasó a depender de la  arquidiócesis de San Francisco desde el 29 de julio de 1853.
El 27 de septiembre de 1860 fue erigido el vicariato apostólico de Marysville con un extenso territorio que abarcaba parte de los estados de California, Nevada, Colorado y Utah. El 3 de marzo de 1868 se transformó en la diócesis de Grass Valley, al servicio de los mineros de la Sierra Nevada.
A corto plazo, la diócesis pasó a denominarse con el doble nombre de diócesis de Grass Valley o de Sacramento, indicio del traslado de la sede episcopal a la capital del estado de California. Ya en 1886, el obispo Patrick Manogue comenzó a construir la nueva catedral en Sacramento, que fue inaugurada en junio de 1889.

### Diócesis de Sacramento
El 28 de mayo de 1886, mediante el breve Divinitus nobis del papa León XIII, la diócesis de Grass Valley amplió considerablemente su territorio con los condados de Yolo, El Dorado, Amador, Calaveras, Alpine, Tuolumne, Mono, Mariposa, así como las partes norteñas de los condados de Fresno, Inyo y partes de los de Sutter, Placer, Yuba y Colusa, cedidos por la arquidiócesis de San Francisco. A su vez cedió a la arquidiócesis las partes de los condados de Mendocino y Lake que estaban dentro de su territorio. Además de estos condados en California, la arquidiócesis le cedió el condado de Esmeralda en Nevada. A corto plazo, la diócesis pasó a denominarse con el doble nombre de diócesis de Grass Valley o de Sacramento, indicio del traslado de la sede episcopal a la capital del estado de California. Ya en 1886, el obispo Patrick Manogue comenzó a construir la nueva catedral, que fue inaugurada en junio de 1889, por lo que se considera el breve de 1886 como el inicio de la nueva diócesis de Sacramento y el final de la de Grass Valley, que desde 1995 es una diócesis titular.
Posteriormente la diócesis cedió porciones de su territorio para la erección de nuevos distritos eclesiásticos:
- el vicariato apostólico de Utah y Nevada Oriental (hoy diócesis de Salt Lake City), el 23 de noviembre de 1886;[3]
- la diócesis de Reno el 27 de marzo de 1931 mediante la bula Pastoris aeterni del papa Pío XI;[6]
- las diócesis de Stockton y de Santa Rosa en California el 13 de enero de 1962 mediante la bula Ineunte vere del papa Juan XXIII; mientras que a su vez Sacramento recibió el condado de Solano cedido por la arquidiócesis de San Francisco.[7]

A la diócesis de Stockton cedió otra porción de territorio (el condado de Alpine) el 15 de septiembre de 1966.

## Estadísticas
Según el Anuario Pontificio 2023 la diócesis tenía a fines de 2022 un total de 1 047 274 fieles bautizados.
| Año                                                                             | Población            | Población | Población      | Sacerdotes | Sacerdotes    | Sacerdotes    | Bautizados por sacerdote | Diáconos permanentes | Religiosos | Religiosos | Parroquias |
| Año                                                                             | Bautizados católicos | Total     | % de católicos | Total      | Clero secular | Clero regular | Bautizados por sacerdote | Diáconos permanentes | Varones    | Mujeres    | Parroquias |
| ------------------------------------------------------------------------------- | -------------------- | --------- | -------------- | ---------- | ------------- | ------------- | ------------------------ | -------------------- | ---------- | ---------- | ---------- |
| 1950                                                                            | 202 475              | 809 900   | 25.0           | 146        | 126           | 20            | 1386                     |                      | 32         | 274        | 68         |
| 1966                                                                            | 221 514              | 1 495 400 | 14.8           | 264        | 194           | 70            | 839                      |                      | 140        | 510        | 87         |
| 1970                                                                            | 228 337              | 1 477 400 | 15.5           | 241        | 178           | 63            | 947                      |                      | 118        | 435        | 89         |
| 1976                                                                            | 222 461              | 1 618 300 | 13.7           | 230        | 165           | 65            | 967                      | 1                    | 129        | 351        | 90         |
| 1980                                                                            | 240 570              | 1 872 000 | 12.9           | 257        | 181           | 76            | 936                      | 1                    | 120        | 327        | 91         |
| 1990                                                                            | 360 000              | 2 530 400 | 14.2           | 248        | 178           | 70            | 1451                     | 78                   | 115        | 280        | 95         |
| 1999                                                                            | 454 000              | 2 873 646 | 15.8           | 236        | 165           | 71            | 1923                     | 102                  | 29         | 191        | 98         |
| 2000                                                                            | 454 600              | 2 876 357 | 15.8           | 256        | 191           | 65            | 1775                     | 102                  | 99         | 186        | 98         |
| 2001                                                                            | 477 330              | 3 020 340 | 15.8           | 242        | 178           | 64            | 1972                     | 115                  | 96         | 184        | 98         |
| 2002                                                                            | 500 097              | 3 125 610 | 16.0           | 241        | 179           | 62            | 2075                     | 115                  | 87         | 179        | 98         |
| 2003                                                                            | 510 099              | 3 169 750 | 16.1           | 246        | 182           | 64            | 2073                     | 110                  | 89         | 170        | 98         |
| 2004                                                                            | 520 301              | 3 229 945 | 16.1           | 246        | 192           | 54            | 2115                     | 138                  | 76         | 180        | 98         |
| 2010                                                                            | 980 650              | 3 533 652 | 27.8           | 255        | 193           | 62            | 3845                     | 148                  | 88         | 161        | 105        |
| 2014                                                                            | 987 727              | 3 550 864 | 27.8           | 286        | 223           | 63            | 3453                     | 140                  | 122        | 151        | 102        |
| 2017                                                                            | 1 016 193            | 3 646 000 | 27.9           | 254        | 191           | 63            | 4000                     | 149                  | 86         | 132        | 102        |
| 2020                                                                            | 1 047 916            | 3 753 096 | 27.9           | 292        | 227           | 65            | 3588                     | 175                  | 78         | 120        | 102        |
| 2022                                                                            | 1 047 274            | 3 746 916 | 28.0           | 243        | 182           | 61            | 4309                     | 160                  | 75         | 120        | 102        |
| Fuente: Catholic-Hierarchy, que a su vez toma los datos del Anuario Pontificio. |                      |           |                |            |               |               |                          |                      |            |            |            |

## Episcopologio

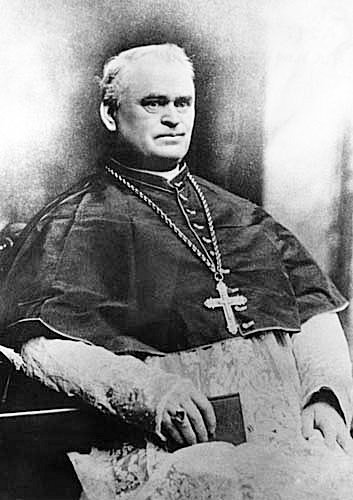
Patrick Manogue, primer obispo de Sacramento

- Patrick Manogue † (28 de mayo de 1886 por sucesión-27 de febrero de 1895 falleció)
- Thomas Grace † (27 de febrero de 1896-27 de diciembre de 1921 falleció)
- Patrick Joseph James Keane † (17 de marzo de 1922-1 de septiembre de 1928 falleció)
- Robert John Armstrong † (4 de enero de 1929-14 de enero de 1957 falleció)
- Joseph Thomas McGucken † (14 de enero de 1957 por sucesión-19 de febrero de 1962 nombrado arzobispo de San Francisco)
- Alden John Bell † (30 de marzo de 1962-11 de julio de 1979 retirado)
- Francis Anthony Quinn † (18 de diciembre de 1979-30 de noviembre de 1993 renunció)
- William Kenneth Weigand (30 de noviembre de 1993-29 de noviembre de 2008 renunció)
- Jaime Soto, por sucesión el 29 de noviembre de 2008